# Faux-Vésigneul
Faux-Vésigneul è un comune francese di 245 abitanti situato nel dipartimento della Marna nella regione del Grand Est.

## Società

### Evoluzione demografica
Abitanti censiti